# Hace mucho que no duermo
Hace mucho que no duermo es una película de comedia dramática argentina dirigida por Agustín Godoy.
La película tuvo su estreno mundial en la sección oficial (competencia argentina) de la 37.ª edición del Festival Internacional de Cine de Mar del Plata.

## Sinopsis
Como por un camino codificado, una mochila pasa de mano en mano entre corredores, pasajeros de autobús, motoristas y automovilistas, hasta que cae accidentalmente en las manos desatentas de un insomne, un hombre gris que parece estar fuera de tiempo y lugar y que, sin saber por qué, decide huir con su botín.

## Elenco
- Agustín Gagliardi
- Agustina Rudi
- Ailín Salas
- Marcelo Pozzi
- Mateo Pérez